# Pastís (licor)
El pastís és un licor d'anís occità que es beu a França fred i dissolt en aigua, típicament a l'aperitiu. El contingut alcohòlic del licor ronda els 40°-45°, però mesclat amb aigua queda en uns 7°. N'existeixen versions sense alcohol.
Encara que avui en dia es consumeix a tot l'estat francès, es considera típic de l'Occitània oriental, especialment de Marsella i Provença, on és considerat, com la petanca, un símbol de l'estil de vida de la regió.
A Catalunya del Nord també es denomina fil (si bé aquest mot abans designava l'absenta).

## Origen
La paraula francesa pastis prové de l'occità pastís, que significa pasta o mescla; i també, com en altres llengües llatines, avorrició, situació desagradable o confusa (pastitx).
Quan a França va ser prohibida l'absenta el 1916, els seus majors productors (Pernod i Ricard, que després es van fusionar en una sola empresa, Pernod-Ricard) van haver de reformular la recepta reduint-ne el contingut d'alcohol i, per compensar que fos més fluixa, van afegir-hi anís i sucre. Des de llavors la recepta ha canviat considerablement.

## Fabricació
La fabricació és la típica d'una beguda destil·lada a partir d'etanol. En aquest procés s'addiciona a l'alcohol i es maceren en aquestes herbes i flors, després d'aquest compostatge s'obté un licor al qual se li agrega novament l'anís. A Barcelona es pot prendre pastís "fet a casa" al Bar Pastís, un establiment d'estètica francesa.

## Consumició
El pastís es beu usualment diluït amb aigua en una proporció estàndard de cinc volums d'aigua per un de pastís. Es tracta d'un licor transparent que, amb l'aigua, forma una dissolució col·loidal (alguns dels seus components no són solubles en aigua i això fa que es facin microcoàguls no apreciables a simple vista) que es manifesta en què veiem una barreja opaca i d'un color groguenc.
A França és habitual afegir-hi, a més d'aigua, xarops dolços. Els més comuns tenen fins i tot un nom i es diuen perroquet (lloro), quan és verd, amb xarop de menta; tomate (tomàquet), quan és vermell, amb xarop de magrana; i mauresque (moro) quan s'afegeix xarop d'orxata.

## Altres licors d'anís mediterranis
Al món, i en particular a la Mediterrània, hi ha molts licors, blancs o no, a base d'anís, que es beuen sols o amb aigua. Per exemple, alguns dels més coneguts són:
- Anís i en particular, a Espanya, per exemple, l'Anís del Mono, que es beu sol com a digestiu o al cafè.
- Cassalla, un destil·lat d'anís típic del País Valencià.
- Chinchón, un licor d'anís típic de Madrid.
- Àrac, a l'est de la Mediterrània, es beu amb aigua i gel.
- Ouzo, un licor grec a base d'anís, regalèssia i raïm.
- Patxaran, beguda basca d'anís amb aranyons, que es beu sol.
- Sambuca a Itàlia, que es beu sola, amb aigua o amb el cafè.
- Raki a Turquia, que es beu dissolt en aigua, obtenint-se una beguda blanca i opaca.